# Sphaeronectes koellikeri
Sphaeronectes koellikeri is een hydroïdpoliepensoort uit de familie van de Sphaeronectidae. De wetenschappelijke naam van de soort is voor het eerst geldig gepubliceerd in 1859 door Huxley.